# Lãnh thổ New Mexico

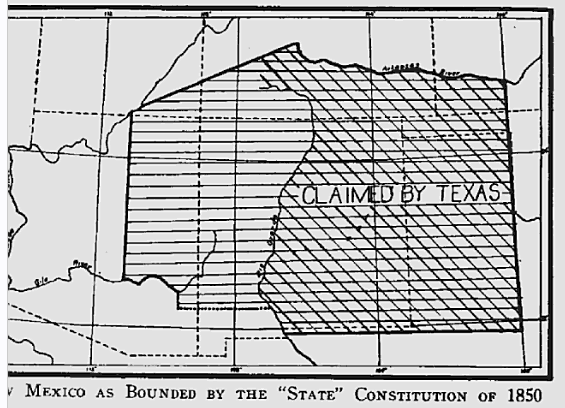
Ranh giới được đề nghị cho tiểu bang New Mexico, 1850

Lãnh thổ New Mexico (tiếng Anh: Territory of New Mexico hay New Mexico Territory) từng là một lãnh thổ hợp nhất có tổ chức của Hoa Kỳ, tồn tại từ 9 tháng 9 năm 1850 cho đến 6 tháng 1 năm 1912 khi vào giai đoạn cuối cùng, lãnh thổ được phép gia nhập vào liên bang để trở thành tiểu bang New Mexico.

## Trước khi lãnh thổ được thành lập
Năm 1846, trong cuộc Chiến tranh Mỹ-Mexico, chính quyền Hoa Kỳ lâm thời của New Mexico được thành lập. Các ranh giới của lãnh thổ không mấy rõ ràng.  Sau khi México chính thức nhượng lại vùng đất này cho Hoa Kỳ vào năm 1848 thì chính quyền thời chiến tạm thời này vẫn duy trì cho đến ngày 9 tháng 9 năm 1850.
Đầu năm 1850, nỗ lực xin phép trở thành tiểu bang của New Mexico đang được tiến hành dưới một hiến pháp tiểu bang được đề nghị là đặt chế độ nô lệ ra khỏi vòng pháp luật. Lời thỉnh cầu được chấp thuận cùng lúc với Lãnh thổ Utah ở phía bắc được thành lập. Các ranh giới của tiểu bang mới được đề nghị này mở rộng xa về phía đông đến kinh tuyến 100 và xa về phía bắc đến sông Arkansas, như thế bao trùm các vùng cán chảo của các tiểu bang Texas và Oklahoma ngày nay và những phần đất của các tiểu bang Kansas, Colorado, Utah, và Arizona ngày nay, cũng như phần lớn tiểu bang New Mexico ngày nay. Sự chống đối đáng kể về kế hoạch này đến từ Texas bởi vì Texas trước đó đã từng tuyên bố chủ quyền đối với phần nhiều đất đai trong cùng lãnh thổ này mặc dù chưa bao giờ thật sự kiểm soát các vùng đất này.

## Thỏa hiệp năm 1850 và các tranh chấp về chế độ nô lệ
Thỏa hiệp 1850 của Quốc hội Hoa Kỳ, có hiệu lực vào ngày 9 tháng 9 năm đó, đình chỉ việc cho phép New Mexico trở thành một tiểu bang. Cùng lúc, các điều khoản khác của thỏa hiệp 1850 thiết lập Lãnh thổ New Mexico và Lãnh thổ Utah lân cận và xác định rõ ràng ranh giới của tiểu bang Texas như vẫn tồn tại đến ngày nay.
Tình trạng chế độ nô lệ trong suốt thời kỳ lãnh thổ gây ra tranh cãi đáng kể. Việc lãnh thổ xin trở thành tiểu bang còn tùy thuộc vào một Quốc hội đang bị chia rẽ trầm trọng về vấn đề chế độ nô lệ. Một số người (trong đó có Stephen A. Douglas) vẫn luôn một mực cho rằng lãnh thổ này không thể hạn chế chế độ nô lệ như theo Thỏa hiệp Missouri trước đó trong khi những người khác (gồm có Abraham Lincoln) luôn giữ lập trường rằng các truyền thống luật pháp xưa của Mexico cấm chế độ nô lệ nên lấy làm tiền lệ. Bất chấp tình trạng chính thức, chế độ nô lệ hiếm thấy tại New Mexico vào thời kỳ này. Số người nô lệ da đen chưa từng lên đến khoảng một tá.
Một trong những nỗ lực thỏa hiệp cuối cùng để tránh nội chiến, phe Cộng hòa trong Hạ viện Hoa Kỳ đề nghị cho phép New Mexico trở thành một tiểu bang theo chế độ nô lệ ngay tức khắc. Tuy đề nghị này được ủy ban quốc hội chấp thuận ngày 29 tháng 12 năm 1860 nhưng miền Nam vẫn không nhận đề nghị này.
Ngày 24 tháng 2 năm 1863, trong lúc Nội chiến Hoa Kỳ, Quốc hội thành lập Lãnh thổ Arizona mới bằng cách tách phần phía tây của Lãnh thổ New Mexico - vùng đất này dần dần trở thành tiểu bang Arizona và phần đất cực nam nhất của Nevada. Đạo luật thành lập Lãnh thổ Arizona cũng có điều khoản cấm chế độ nô lệ tại Lãnh thổ Arizona.

## Tiến hóa lãnh thổ
Ranh giới của Lãnh thổ New Mexico vào lúc được thành lập (9 tháng 9 năm 1850) bao gồm phần lớn tiểu bang New Mexico, hơn phân nửa tiểu bang Arizona ngày nay, và các phần đất của Colorado và miền nam Nevada ngày nay. Mặc dù khu vực này nhỏ hơn vùng đất đã được đề nghị trở thành tiểu bang vào đầu năm 1850 nhưng các tranh chấp ranh giới với Texas đã bị tan biến sau Thỏa hiệp 1850.
Cấu địa Gadsden được Hoa Kỳ mua của México vào năm 1853.  Cấu địa này, làm tăng thêm diện tích miền nam Arizona ngày nay và một phần đất nhỏ của tây nam New Mexico ngày nay, được đưa vào Lãnh thổ New Mexico, biến diện tích của nó rộng lớn tối đa trong suốt lịch sử của nó như một lãnh thổ có tổ chức.
Lãnh thổ Colorado được thành lập theo một đạo luật tổ chức của Quốc hội vào ngày 28 tháng 2 năm 1861 với cùng ranh giới mà sau này hình thành nên tiểu bang Colorado. Đạo luật này đã lấy đất từ Lãnh thổ New Mexico để thành lập Lãnh thổ Colorado.
Sự thành lập Lãnh thổ Arizona ngày 24 tháng 2 năm 1863 đã lấy đi tất cả vùng đất nằm ở phía tây kinh tuyến 109 độ khỏi Lãnh thổ New Mexico. Vùng đất này hiện tại là toàn bộ tiểu bang Arizona và phần đất phía nam của tiểu bang Nevada. Sau khi Lãnh thổ Arizona được thành lập thì ranh giới còn lại của Lãnh thổ Mexico tương ứng với ranh giới hiện tại của tiểu bang New Mexico.

## Nội chiến Hoa Kỳ
Vì là con đường đến California nên Lãnh thổ New Mexico là lãnh thổ tranh chấp was trong cuộc Nội chiến Hoa Kỳ.  Những người định cư tại phần phía nam của lãnh thổ muốn gia nhập Liên minh miền Nam Hoa Kỳ vào năm 1861 thành Lãnh thổ Liên minh Arizona.  Lãnh thổ này bao gồm nữa phía nam Lãnh thổ New Mexico đối ngược lại Lãnh thổ Arizona do Liên bang thành lập năm 1863 là phần nữa phía tây. Lãnh thổ Liên minh Arizona là thực thể lãnh thổ Mỹ đầu tiên được gọi tên là Arizona.
Trận Glorieta Pass đặt khu vực này dưới sự kiểm soát của phe Liên bang.  Tuy nhiên, chính quyền lưu vong của Lãnh thổ Liên minh Arizona vẫn duy trì tại El Paso, Texas.

## Xem thêm

Gadsden Purchase 1853

Lãnh thổ New Mexico năm 1866